# Nail Moutha-Sebtaoui
Nail Moutha-Sebtaoui (17 november 2005) is een Belgisch-Marokkaans voetballer die onder contract ligt bij RSC Anderlecht.

## Carrière
Moutha-Sebtaoui is een jeugdproduct van RSC Anderlecht. In 2022 kon hij rekenen op interesse van AS Monaco en Juventus FC, maar de toen zestienjarige verdediger bleef bij Anderlecht. Op 8 april 2023 maakte hij zijn officiële debuut bij de RSCA Futures, het beloftenelftal van Anderlecht dat vanaf dat seizoen in Eerste klasse B aantrad: op de zesde speeldag van de promotie-playoffs liet trainer Guillaume Gillet hem in de 4-1-nederlaag tegen SK Beveren in de slotfase invallen.

## Clubstatistieken
| Seizoen         | Club            | Land            | Competitie      | Competitie | Competitie | Beker | Beker | Supercup | Supercup | Europees | Europees | Totaal | Totaal |
| Seizoen         | Club            | Land            | Competitie      | Wed.       | Dlp.       | Wed.  | Dlp.  | Wed.     | Dlp.     | Wed.     | Dlp.     | Wed.   | Dlp.   |
| --------------- | --------------- | --------------- | --------------- | ---------- | ---------- | ----- | ----- | -------- | -------- | -------- | -------- | ------ | ------ |
| 2022/23         | RSCA Futures    | Vlag van België | Eerste klasse B | 1          | 0          | —     | —     | —        | —        | —        | —        | 1      | 0      |
| 2023/24         | RSCA Futures    | Vlag van België | Eerste klasse B | 1          | 0          | —     | —     | —        | —        | —        | —        | 1      | 0      |
| Carrière totaal | Carrière totaal | Carrière totaal | Carrière totaal | 2          | 0          | 0     | 0     | 0        | 0        | 0        | 0        | 2      | 0      |

Bijgewerkt op 11 augustus 2023.

## Privé
- Nail is de zes jaar jongere broer van Ilias Moutha-Sebtaoui, die in het seizoen 2018/19 eveneens onder contract lag bij RSC Anderlecht.[4]

33 Vercauteren ·
34 Bouchouari ·
48 Montegnies ·
50 Barry ·
51 Baouf ·
52 Nicaise ·
53 Colassin ·
59 Vergeylen ·
62 Goto ·
63 Vanhoutte ·
64 Masscho ·
65 Engwanda ·
66 Haentjens ·
67 Moutha-Sebtaoui ·
68 Monticelli ·
69 Ure ·
71 Engwanda ·
73 Lapage ·
74 De Cat ·
77 Mendel-Idowu ·
78 Tajaouart ·
79 Maamar ·
80 Decorte ·
81 Diallo ·
83 Degreef ·
Coach: Coen